# Trąbki Wielkie (gemeente)
De gemeente Trąbki Wielkie is een landgemeente in het Poolse woiwodschap Pommeren, in powiat Gdański.
De gemeente bestaat uit 25 administratieve plaatsen solectwo: Błotnia, Czerniewo, Cząstkowo, Domachowo, Drzewina, Ełganowo, Graniczna Wieś, Gołębiewo Wielkie, Gołębiewo Średnie, Gołębiewko, Klępiny, Kaczki, Kleszczewo, Kłodawa, Łaguszewo, Mierzeszyn, Pawłowo, Postołowo, Rościszewo, Sobowidz, Trąbki Małe, Trąbki Wielkie, Warcz, Zaskoczyn, Zła Wieś
De zetel van de gemeente is in Trąbki Wielkie.
Op 30 juni 2004 telde de gemeente 9392 inwoners.

## Oppervlakte gegevens
In 2002 bedroeg de totale oppervlakte van gemeente Trąbki Wielkie 162,62 km², waarvan:
- agrarisch gebied: 59%
- bossen: 31%

De gemeente beslaat 20,5% van de totale oppervlakte van de powiat.

## Demografie
Stand op 30 juni 2004:
| Omschrijving                   | Totaal | Totaal | Vrouwen | Vrouwen | Mannen | Mannen |
| ------------------------------ | ------ | ------ | ------- | ------- | ------ | ------ |
| eenheid                        | aantal | %      | aantal  | %       | aantal | %      |
| inwoners                       | 9392   | 100    | 4671    | 49,7    | 4721   | 50,3   |
| bevolkingsdichtheid (inw./km²) | 57,8   | 57,8   | 28,7    | 28,7    | 29     | 29     |

In 2002 bedroeg het gemiddelde inkomen per inwoner 1455,29 zł.

## Plaatsen zonder de statussołectwo
Czerniec, Czerniewko, Ełganówko, Glinna Góra, Klowiter, Kobierzyn, Pruska Karczma, Rościszewko, Wojanowo, Wymysłowo, Zielenina

## Aangrenzende gemeenten
Kolbudy, Pruszcz Gdański, Przywidz, Pszczółki, Skarszewy, Tczew